# Ташуля
Ташуля (словац. Tašuľa) — село в Словаччині в районі Собранці Кошицького краю. У 2004 році нараховувало 222 жителя. Знаходиться 15 км від районного центру — м. Собранці.

## Географія
Протікає Заградний канал.

## Населення
| Рік:            | 1994. | 2004.   | 2014.    | 2024.   |
| --------------- | ----- | ------- | -------- | ------- |
| Кількість осіб: | 225   | 222     | 194      | 204     |
| Різниця:        |       | -1,33 % | -12,61 % | +5,15 % |

| Рік:            | 2023. | 2024.   |
| --------------- | ----- | ------- |
| Кількість осіб: | 203   | 204     |
| Різниця:        |       | +0,49 % |